# 兵庫県立姫路工業高等学校
兵庫県立姫路工業高等学校（ひょうごけんりつ ひめじこうぎょうこうとうがっこう）は、兵庫県姫路市伊伝居にある県立工業高等学校。略称は「姫路工」で、地元では「姫工」（ひめこう）とも呼ばれている。資格取得も盛んであり、ジュニアマイスター顕彰制度では全国でトップクラス、ゴールドは全国一を誇る。

## 設置学科
- 全日制課程（工業科）
  - 機械科
  - 電気科
  - 工業化学科
  - デザイン科
  - 溶接科
  - 電子機械科

## 沿革
- 1936年2月22日 - 姫路師範学校廃止の代償として兵庫県立姫路工業学校設置認可 紡織科・色染化学科・工芸図案科を設置。
- 1948年4月1日 - 兵庫県立姫路工業高等学校と校名変更。
- 1950年4月1日 - 兵庫県立姫路工業大学附属高等学校と校名変更。
- 1965年4月1日 - 兵庫県立姫路工業高等学校と校名変更。

## 校歌
- 野口雨情作詞／駒井一陽作曲

## 部活動
- 野球部が甲子園に春夏含めて5回出場している（夏：1994年〈第76回〉、2005年〈第87回〉、春：1994年〈第66回〉、1996年〈第68回〉、2001年〈第73回〉）。このほか2011年夏（第93回）の甲子園兵庫県大会では兵庫県立氷上西高等学校戦で兵庫県大会記録となる71-0で5回コールド勝ちを収めている。

## 著名な卒業生
- 青野武市（ガラス工芸家、前身の姫路工業学校工芸図案科卒業）
- 藤本達夫（水泳選手、銀メダリスト、前身の姫路工業大学附属高等学校工芸科卒業）
- 中村祐造（バレーボール選手、ゴールドメダリスト、前身の姫路工業大学附属高等学校機械科卒業）
- 藤原正司（参議院議員、電気科卒業）
- 大西泰世（川柳作家、デザイン科卒業）
- 万永貴司（プロ野球選手、溶接科卒業）
- ななじ眺（マンガ家、デザイン科卒業）
- 奥田鉄（イラストレーター、デザイン科卒業）
- 兵庫ケンイチ（歌手、溶接科卒業）
- 真田裕貴（プロ野球選手、溶接科卒業）
- 山本剣士（ラグビー選手）
- 高野哲史（競艇選手）中退
- 山本悦次（桂米八、落語家・曲独楽師、電気科卒業）

## 著名な教職員
- 加計勉（教育者、実業家、加計学園創始者）